# Bara ödekyrka

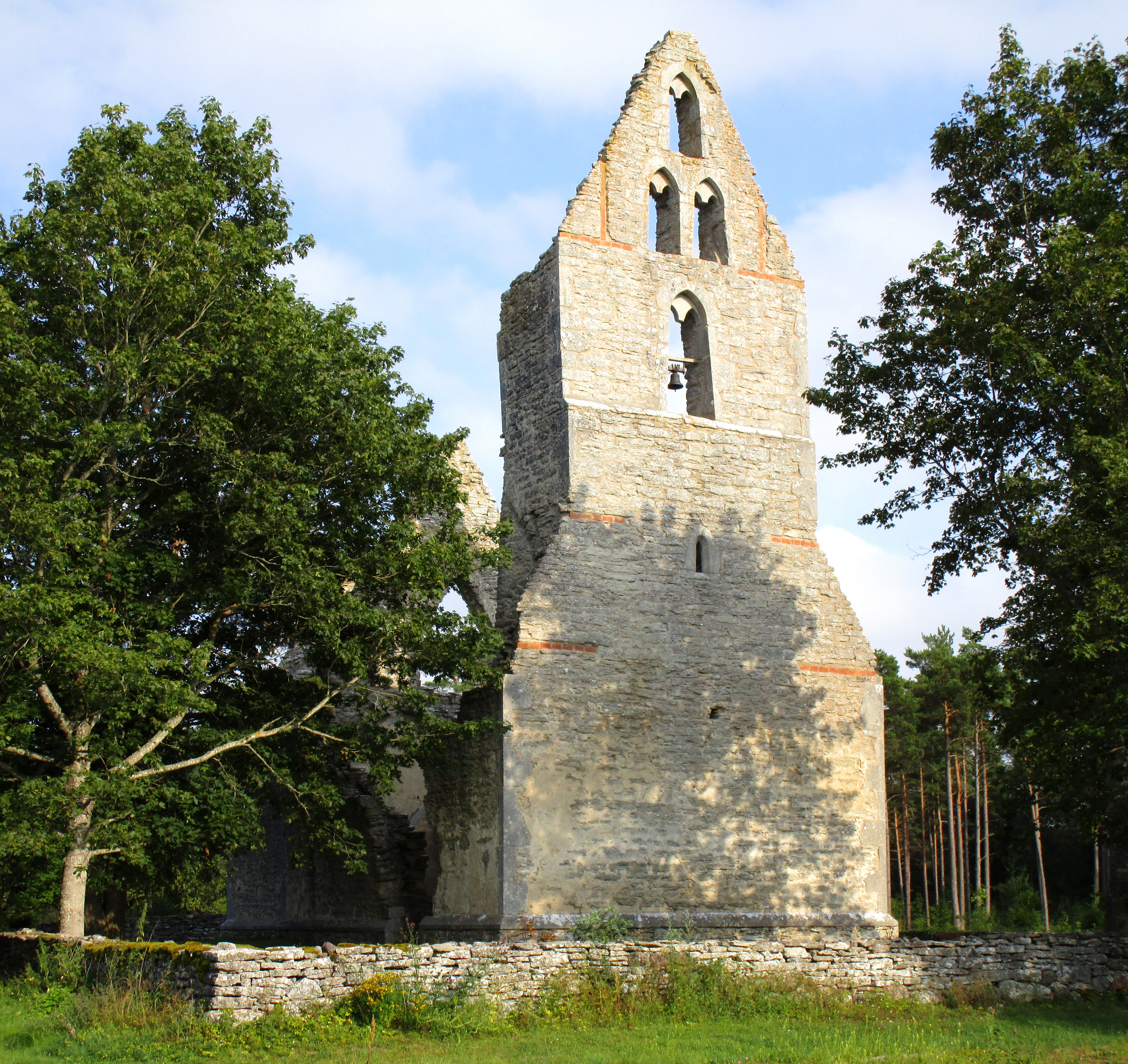
Bara ödekyrka.

Bara ödekyrka var församlingskyrka i Bara församling i Visby stift.
Bara ödekyrka byggdes på 1200-talet och är belägen nära Baraberget. Redan på 1500-talet började byggnaden förfalla och den övergavs på 1600-talet. År 1923 konserverades ruinen. En planerad återuppbyggnad kunde dock inte genomföras.  Rester finns kvar av bland annat dopfunten. Kyrkogården används ännu som begravningsplats.

## Bilder

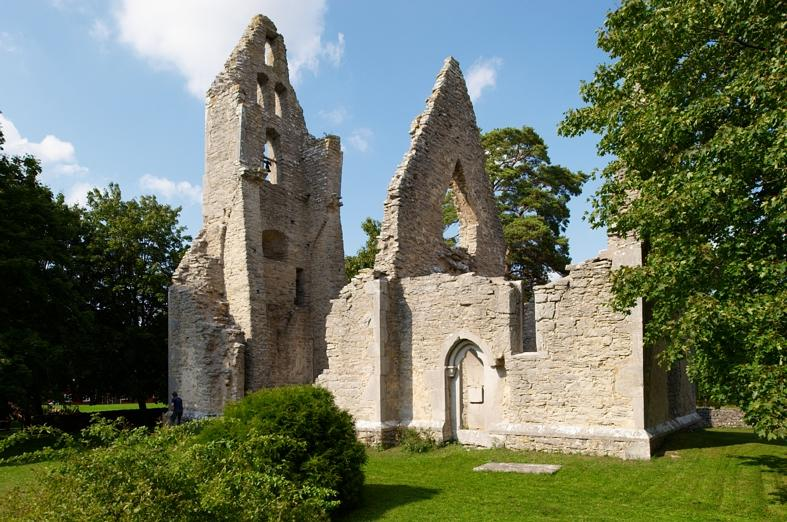
Ruinen består av ett kvadratiskt kor och ett rektangulärt långhus.
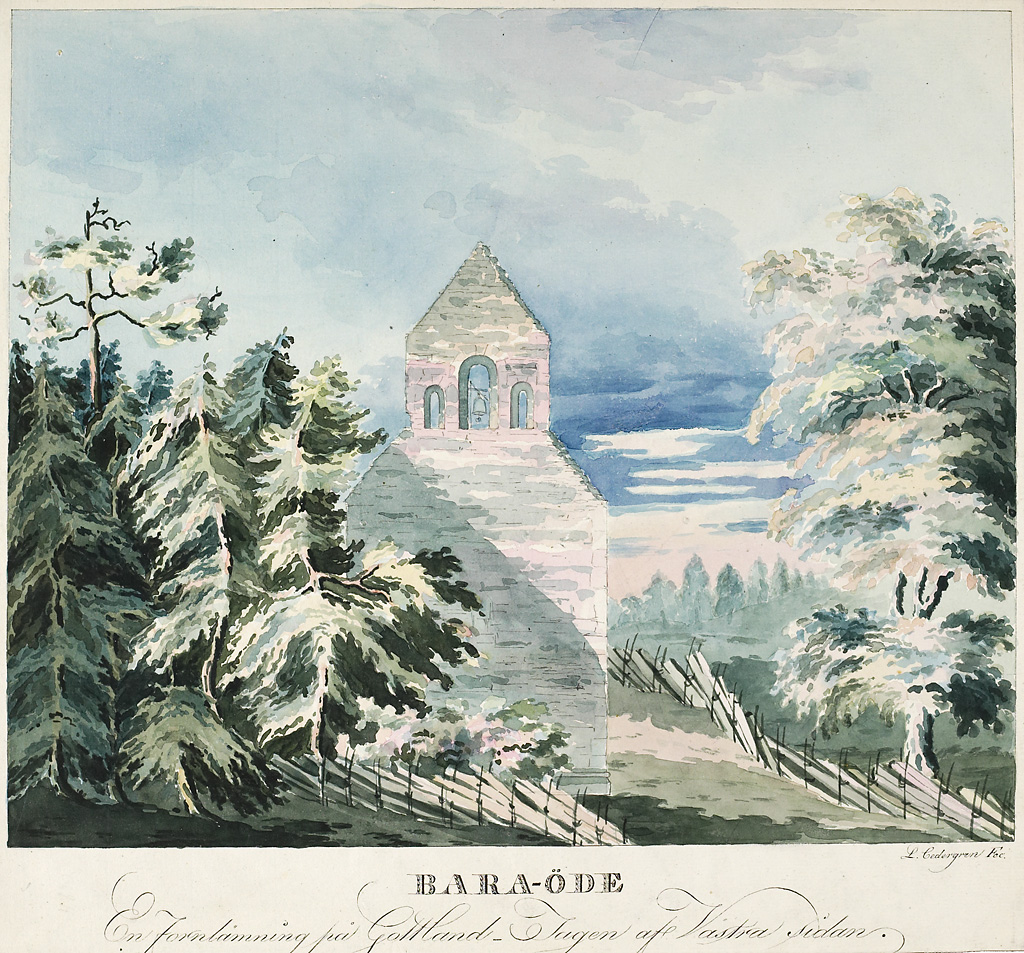
Akvarellerad teckning av Bara ödekyrka från 1816–1830 av Lars Cedergren.